# Garcia (schauspielende Person)
Garcia (bürgerlich Josiah Victoria Garcia) ist eine schauspielende Person aus den Vereinigten Staaten und am bekanntesten für eine Rolle in der Netflix-Miniserie Stadtgeschichten.

## Jugend
Garcia wuchs in Chicago auf und spielte nach dem Collegeabbruch beim lokalen Theater Free Street. Garcia ging wieder an eine Universität und zog dafür nach New York City.

## Werk
Garcias erste nachweisliche Rolle war in der Netflix-Serie Tales of the City (2019), der Fortsetzung einer früheren Miniserie.
Ebenfalls 2019 spielte Garcia einen Transmann in der Serie Stadtgeschichten, der eine neugefundene Anziehung zu Männern verspürt. Garcia arbeitete auch beratend an der Serie mit.
Garcias Darstellung des Jake Rodrigues in acht Folgen der Serie war äußerst beliebt, zumal Kritiker die Besetzung queerer Rollen mit queeren Schauspielern in der Serie allgemein guthießen. Garcia spielte auch eine wiederkehrende Rolle in Party of Five (2020) als Matthew, ein Transmann ohne Aufenthaltserlaubnis.

## Privatleben
Garcia ist transgender und nichtbinär und verwendet they/them-Pronomen.

## Filmografie
- 2019: Stadtgeschichten
- 2020: Party of Five, US-amerikanische Fernsehserie
- 2020: Kind of (Kurzfilm), Regie Noah Schamus
- 2022: Silk (Kurzfilm), Regie John Magaro